# دیلکوود
دیلکوود (انگلیسی: Dalekovod) شرکت مهندسی کروات است، که در سال ۱۹۴۹ تأسیس شد.